# Monarda maritima
Monarda maritima là một loài thực vật có hoa trong họ Hoa môi. Loài này được (Cory) Correll mô tả khoa học đầu tiên năm 1968.